# Triệu Hoán
Triệu Hoán (chữ Hán: 趙浣; ?-424 TCN), tức Triệu Hiến tử (趙獻子), Triệu Hiến hầu (趙獻侯), là tông chủ thứ 11 của họ Triệu, một trong Lục khanh của nước Tấn dưới thời Xuân Thu.
Nguyên ông là con trai của Triệu Chu, cháu nội Triệu Bá Lỗ, chắt Triệu Ưởng, tức Triệu Giản tử, vị tông chủ thứ 8 của họ Triệu. Triệu Ưởng bỏ con đích trưởng là Bá Lỗ để lập con thứ là Vô Tuất làm thế tử. Sau khi Vô Tuất kế tập, nhớ đến việc anh mình bị bỏ, muốn tuân thủ tôn pháp trả ngôi cho ngành trưởng nên lập con Bá Lỗ là Triệu Chu làm thế tử. Nhưng Triệu Chu mất sớm nên Vô Tuất lập Triệu Hoán.
Năm 425 TCN, Triệu Vô Tuất chết, ông lên kế tập tức Triệu Hiến tử, nhưng con Vô Tuất là Triệu Gia phế Triệu Hoán, đuổi ông ra khỏi kinh đô, tự lập lên kế tập. Nhưng chỉ một năm sau Triệu Gia cũng mất, các đại thần muốn khôi phục di nguyện của Triệu Vô Tuất, bèn giết con của Triệu Gia để lập Triệu Hoán kế tập lần nữa.
Sử sách ghi chép rất ít về những hành trạng của ông trong thời gian lãnh đạo họ Triệu.
Năm 409 TCN, Triệu Hoán mất. Con ông là Triệu Tích kế tập. Năm 403 TCN, Triệu Tích được phong chư hầu, tức Triệu Liệt hầu, tôn ông làm Triệu Hiến hầu.